# Marthe Delpirou
Pour les articles homonymes, voir Delpirou.
Marthe Delpirou, née le 21 octobre 1900 à Nantes en France et morte le 25 février 1945 à Ravensbrück en Allemagne, est une avocate et une résistante française, membre de Combat Zone nord.
Docteure en droit, secrétaire d'Elizabeth Dussauze, membre du groupe Ricou (Elizabeth et Paul Dussauze, Tony Ricou, Charles Le Gualès de la Villeneuve, Philippe Le Forsonney), elle est arrêtée le 28 juin 1942 par la Geheime Feldpolizei.
Emprisonnée à Paris, elle est déportée à la prison de Sarrebruck, en vertu du décret Nacht und Nebel. Elle est condamnée le 15 octobre 1943 à deux ans de travaux forcés par le 2e sénat du Volksgerichtshof. À l'expiration de sa peine, elle est envoyée au camp de Ravensbruck. Elle y meurt le 25 février 1945.

## Sources
- Archives nationales.
- Musée de la Résistance et de la Déportation de Besançon.
- BDIC (Nanterre).